# Вулкан Головнина
Вулкан Головнина́ — действующий вулкан на острове Кунашир Большой Курильской гряды; самый южный вулкан Курильских островов.

## Общая информация
Вулкан-кальдера. Последнее извержение было в 1998 году. Расположен в южной части острова. Кальдера диаметром до 4,7 км окружена гребнем высотой до 541 м. На дне кальдеры 4 небольших вулканических купола и 2 взрывных кратера, в одном из которых озеро Кипящее; в северо-восточной части кальдеры — озеро Горячее.
В кальдере широко проявляется современная поствулканическая деятельность: горячие ключи, грязевые котлы, и парогазовые струи. В химическом составе преобладают углекислый газ, сернистые газы, сероводород и хлористый водород. Проходя через воду эти газы растворяются, что обуславливает хлоридно-сульфатный состав вод озёр и горячих источников. Идёт постоянное выпадение серы и её соединений с металлами из воды — на поверхности озера Кипящее плавает чёрная сульфидно-серная пена, берег озёр покрыт желтовато-чёрным песком, а дно сульфидно-серным илом. Отложение серы идёт и в результате окисления сероводорода в приповерхностных условиях, образуя каемки желтых кристаллов у фумарольных выходов.
Северная часть кальдеры занята озером Горячее (макс. глубина — 62 м). Озеро находится на высоте 130 м над уровнем моря и занимает 3 км². В местах выхода пресных ручьёв можно встретить небольших рыб. В озере также обитают мелке ракообразные и другие представители фауны, приспособившиеся к кислой воде.
Назван в 1946 году в честь вице-адмирала, исследователя В. М. Головнина, который в 1811 году недалеко от этого вулкана был пленён японцами.

## История возникновения
Возникнув когда-то на дне моря, вулкан выбрасывал много пемзы. Вырос большой конус. Но благодаря новым извержениям, опорожнению магматического очага, произошло обрушение и на месте вулканической горы образовалась вулканическая котловина. Она заполнилась водами озера. Они нашли выход из кальдеры по речке Озёрной в Охотское море. Потом в кальдере начали расти экструзивные куполы. Их рост сопровождался взрывами. В одном из кратеров взрыва образовалось Кипящее озеро. Эти события происходили тысячи и сотни лет тому назад.

## Возможность извержения в наши дни
Скорее всего это будут взрывы в районе озера Кипящее или других фумарольных полей. Может быть на дне озера Горячее. Не исключены также выжимки новых экструзивных куполов внутри кальдеры, взрывы, связанные с их ростом, новые взрывные кратера. При этом вулканическая опасность будет ограничена скорее всего только площадью самой вулканической котловины. Такие события вероятны раз в сто и более лет.

## Фотографии

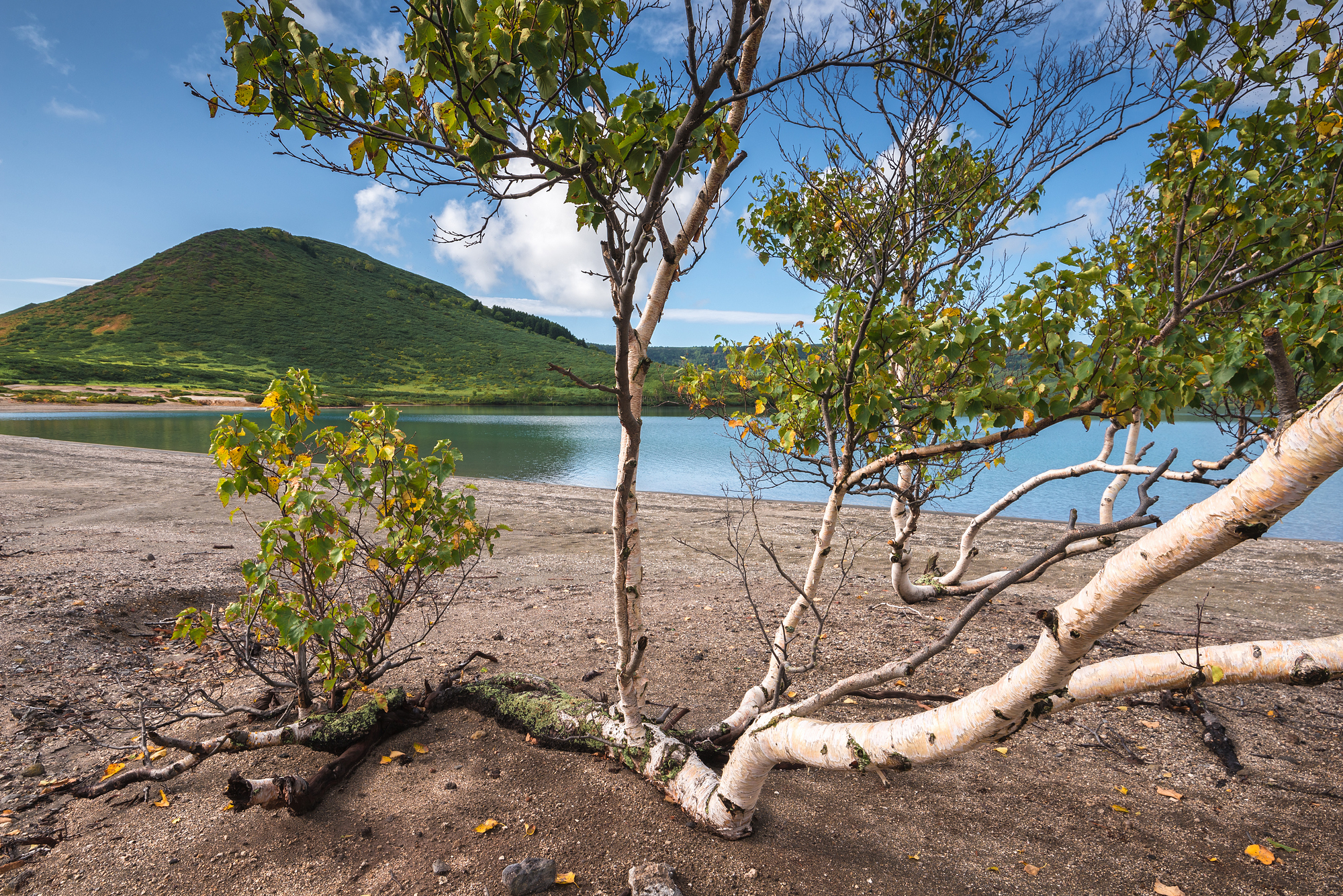
Берег озера Горячее
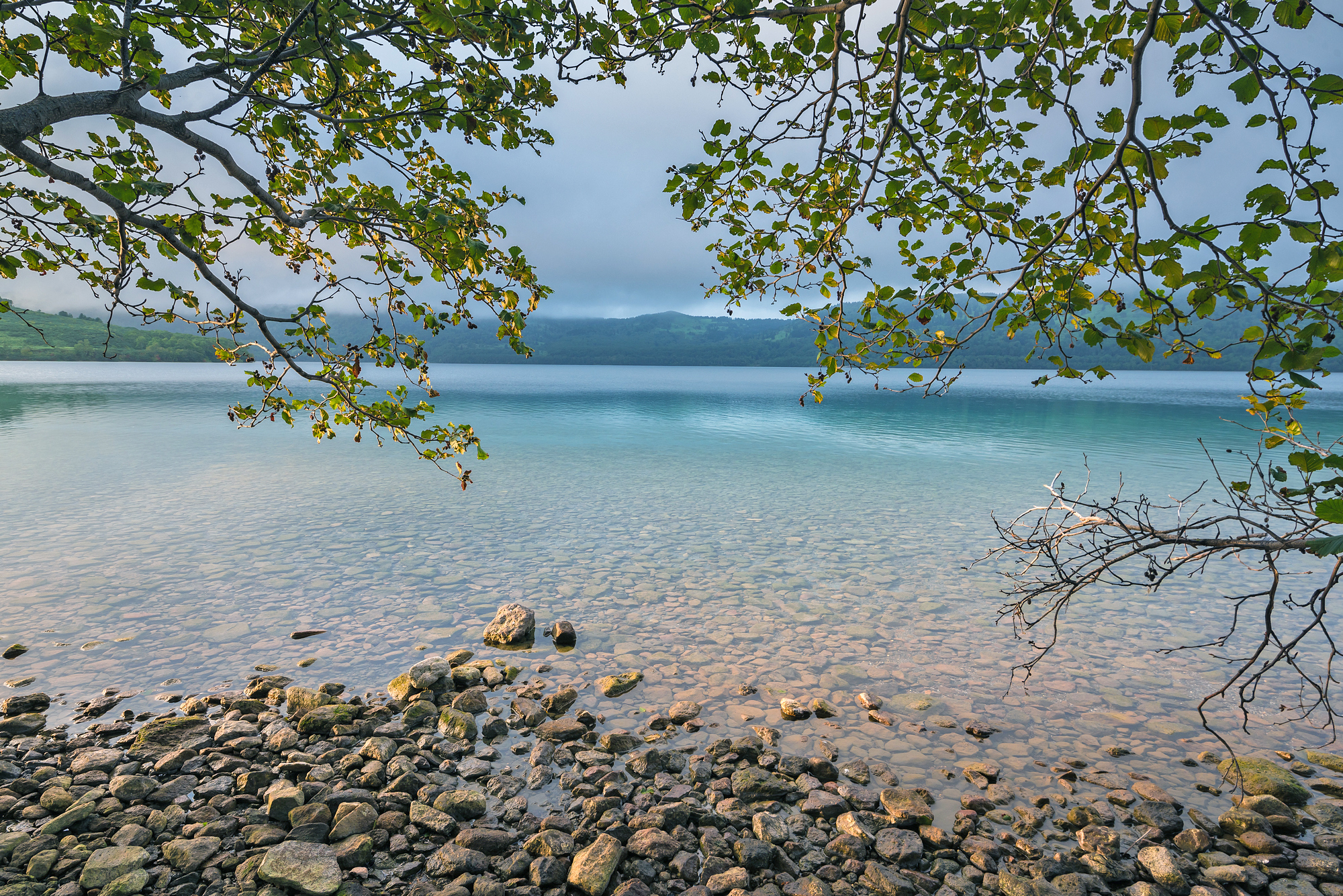
Озеро Горячее
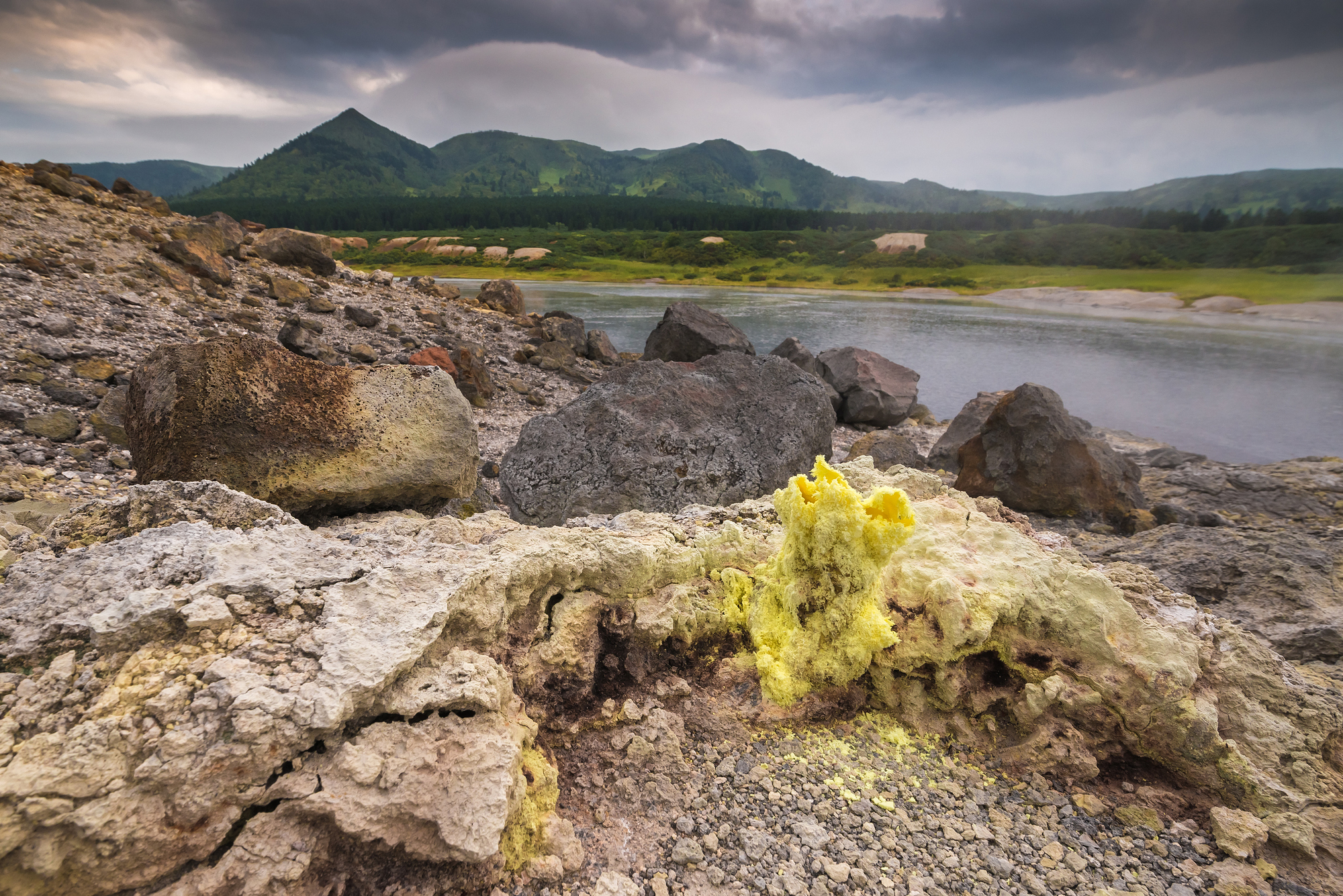
Берег озера Кипящее
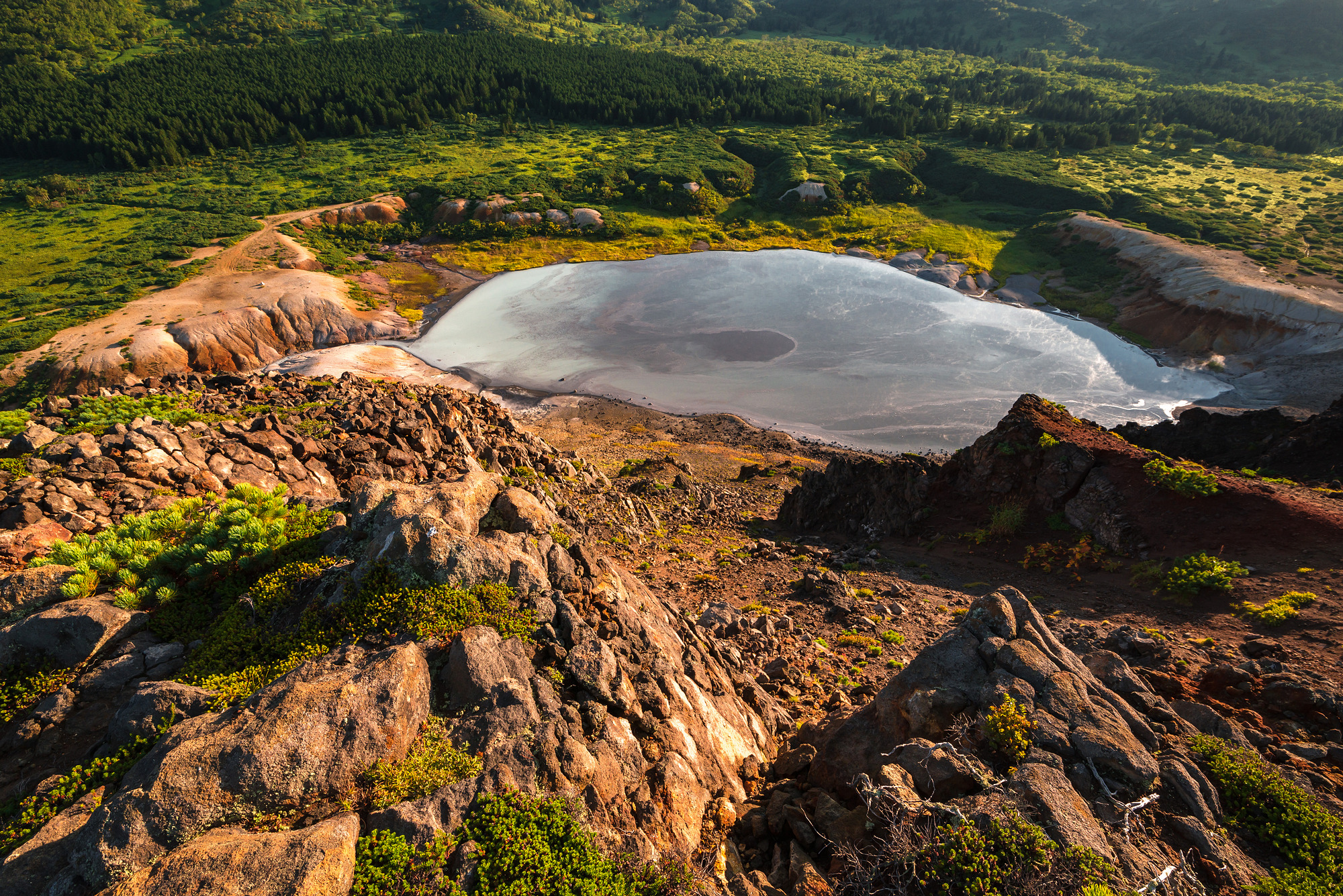
Озеро Кипящее, вид сверху
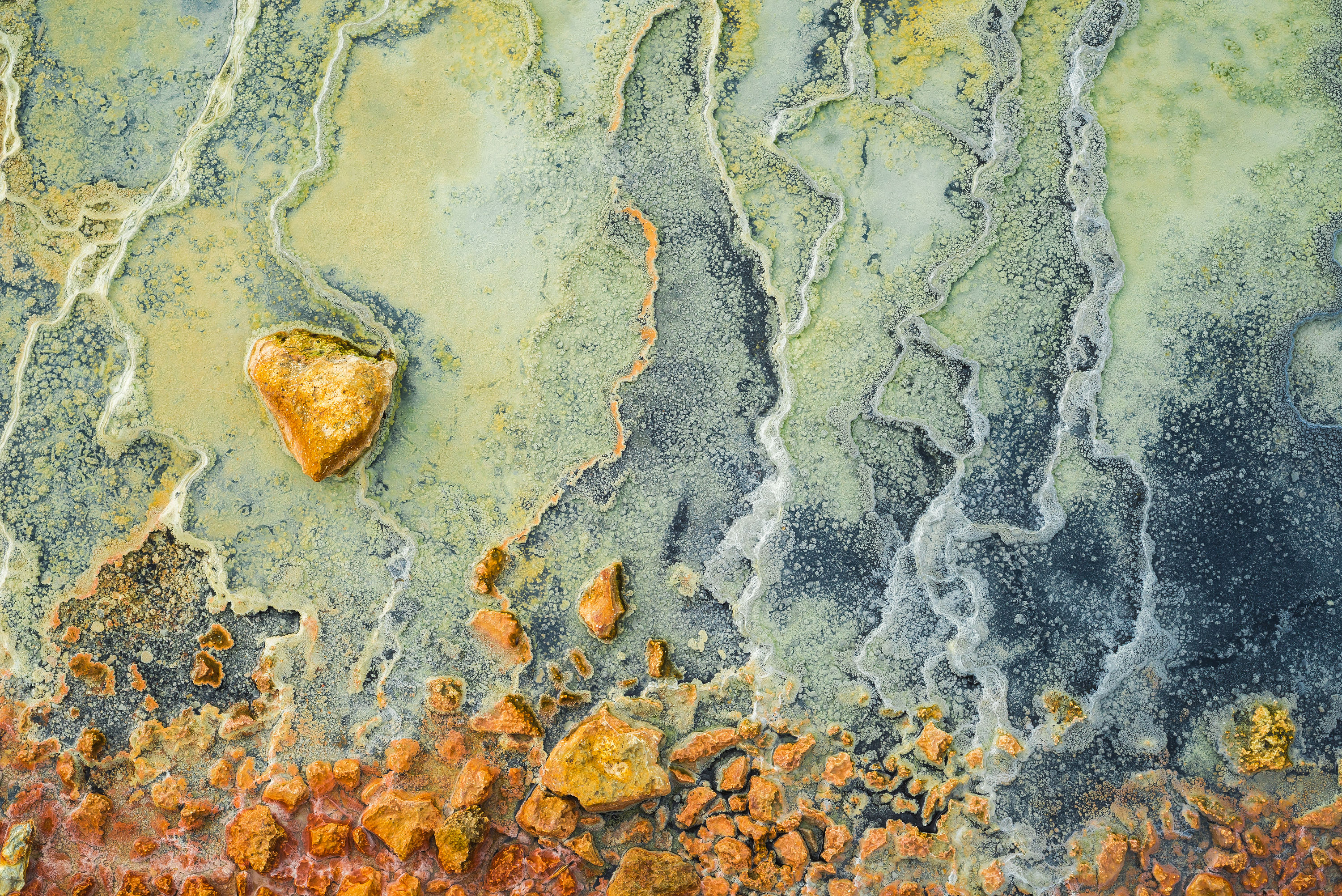
Вулканический берег

## Панорама

Кальдера вулкана Головнина